# Steviol
Le steviol ou stéviol est un diterpène de la Stevia rebaudiana, isolé avec l'isostéviol pour la première fois en 1931. Il y est présent sous forme de glycosides de stéviol, des composés sucrés largement utilisés comme substituts du sucre dans la stevia. Sa structure chimique n'a cependant été complètement élucidée qu'en 1960. Cette molécule aglycone est produite par hydrolyse enzymatique, sachant qu'en milieu acide, il subit un réarrangement de Wagner-Meerwein pour former l'isostéviol (très stable). 

## Biosynthèse
Dans la Stevia rebaudiana, les précurseurs du stéviol sont synthétisés dans les plastes des cellules végétales via la voie du méthylérythritol phosphate, qui produit de l'isopentényl-pyrophosphate (IPP) et du diméthylallyl-pyrophosphate (DMAPP). L'IPP et le DMAPP sont convertis en pyrophosphate de géranylgéranyle, précurseur de nombreux diterpénoïdes par la farnesyltranstransferase (en), puis transformé en un composé cyclique : le copalyl diphosphate (CDP) par la CDP synthase, pour enfin être de nouveau cyclisé en kaurène par la kaurène synthase (en). Le kaurène est ensuite transféré dans le réticulum endoplasmique, où il est oxydé en acide kaurénoïque (en) par la kaurène oxydase (en), au cours d'une réaction consommant de l'oxygène et du NADPH. Le stéviol est ensuite produit par hydroxylation, puis glycosylé dans le cytoplasme pour produire des glycosides de stéviol.